# Грабув-над-Просною (гміна)
Гміна Грабув-над-Просною (пол. Gmina Grabów nad Prosną) — місько-сільська гміна у північно-західній Польщі. Належить до Остшешовського повіту Великопольського воєводства.
Станом на 31 грудня 2011 у гміні проживало 7856 осіб.

## Територія
Згідно з даними за 2007 рік площа гміни становила 123.55 км², у тому числі:
- орні землі: 71.00%
- ліси: 21.00%

Таким чином, площа гміни становить 16.00% площі повіту.

## Населення
Станом на 31 грудня 2011:
| Опис     | Загалом | Загалом | Чоловіки | Чоловіки | Жінки | Жінки |
| -------- | ------- | ------- | -------- | -------- | ----- | ----- |
| одиниця  | осіб    | %       | осіб     | %        | осіб  | %     |
| все      | 7856    | 100     | 3823     | 48.66    | 4033  | 51.34 |
| міське   | 2002    | 100     | 971      | 48.50    | 1031  | 51.50 |
| сільське | 5854    | 100     | 2852     | 48.72    | 3002  | 51.28 |

## Сусідні гміни
Гміна Грабув-над-Просною межує з такими гмінами: Галевіце, Дорухув, Крашевіце, Мікстат, Остшешув, Серошевіце, Чайкув.